# Austrochloritis pusilla
Austrochloritis pusilla là một loài ốc sên hô hấp trên cạn, a terrestial là động vật thân mềm chân bụng có phổi năm thefamily Camaenidae. Đây là loài đặc hữu của Úc.